# Норвегія на зимових Олімпійських іграх 1928
Норвегію на зимових Олімпійських іграх 1928 року, які проходили у швейцарському місті Санкт-Моріц, представляли 25 спортсменів (22 чоловіки та 3 жінки) у 5 видах спорту. Прапороносцем на церемонії відкриття Олімпійських ігор був військовий патруль Оле Рейстад.
Норвезькі спортсмени вибороли 15 медалей, з них 6 золотих, 4 срібних та 5 бронзових. Олімпійська збірна Норвегії зайняла перше загальнокомандне місце.

## Медалісти
| Медаль | Призери              | Вид спорту          | Дисципліна             |
| ------ | -------------------- | ------------------- | ---------------------- |
| Золото | Йоган Греттумсбротен | Лижні гонки         | 18 км                  |
| Золото | Соня Гені            | Фігурне катання     | жінки                  |
| Золото | Йоган Греттумсбротен | Лижне двоборство    | індивідуальні змагання |
| Золото | Альф Андерсен        | Стрибки з трампліна | нормальний трамплін    |
| Золото | Бернт Евенсен        | Ковзанярський спорт | 500 м                  |
| Золото | Івар Баллангруд      | Ковзанярський спорт | 5000 м                 |
| Срібло | Оле Гегге            | Лижні гонки         | 18 км                  |
| Срібло | Ганс Він'яренген     | Лижне двоборство    | індивідуальні змагання |
| Срібло | Зігмунд Рууд         | Стрибки з трампліна | нормальний трамплін    |
| Срібло | Бернт Евенсен        | Ковзанярський спорт | 1500 м                 |
| Бронза | Рейдар Едегорд       | Лижні гонки         | Men's 18 км            |
| Бронза | Йон Снерсруд         | Лижне двоборство    | індивідуальні змагання |
| Бронза | Роальд Ларсен        | Ковзанярський спорт | 500 м                  |
| Бронза | Івар Баллангруд      | Ковзанярський спорт | 1500 м                 |
| Бронза | Бернт Евенсен        | Ковзанярський спорт | 5000 м                 |

## Ковзанярський спорт
Чоловіки
| Дисципліна | Спортсмен        | Дистанція | Дистанція |
| Дисципліна | Спортсмен        | Час       | Місце     |
| ---------- | ---------------- | --------- | --------- |
| 500 м      | Оскар Ольсен     | 44.7      | 9         |
| 500 м      | Гокон Педерсен   | 43.8      | 6         |
| 500 м      | Роальд Ларсен    | 43.6      | 3         |
| 500 м      | Бернт Евенсен    | 43.4 OR   | 1         |
| 1500 м     | Воллерт Нюгрен   | 2:28.7    | 13        |
| 1500 м     | Роальд Ларсен    | 2:25.3    | 4         |
| 1500 м     | Івар Баллангруд  | 2:22.6    | 3         |
| 1500 м     | Бернт Евенсен    | 2:21.9    | 2         |
| 5000 м     | Міхаель Стаксруд | 9:07.3    | 7         |
| 5000 м     | Арманд Карлсен   | 9:01.5    | 5         |
| 5000 м     | Бернт Евенсен    | 9:01.1    | 3         |
| 5000 м     | Івар Баллангруд  | 8:50.5    | 1         |

## Лижне двоборство
Дисципліни:
- нормальний трамплін
- лижні гонки, 18 км

| Спортсмен            | Дисципліна             | Лижні гонки | Лижні гонки | Лижні гонки | Стрибки з трампліна | Стрибки з трампліна | Стрибки з трампліна | Стрибки з трампліна | Разом  | Разом |
| Спортсмен            | Дисципліна             | Бали        | Місце       | Час         | Відстань 1          | Відстань 2          | Бали                | Місце               | Бали   | Місце |
| -------------------- | ---------------------- | ----------- | ----------- | ----------- | ------------------- | ------------------- | ------------------- | ------------------- | ------ | ----- |
| Йон Снерсруд         | індивідуальні змагання | 1'50:51     | 13.125      | 9           | 60.5                | 52.0                | 16.917              | 3                   | 15.021 | 3     |
| Оле Колтеруд         | індивідуальні змагання | 1'50:17     | 13.375      | 7           | 59.0                | 65.5 (fall)         | 12.917              | 18                  | 13.146 | 8     |
| Ганс Він'яренген     | індивідуальні змагання | 1'41:44     | 17.750      | 2           | 59.5 (fall)         | 61.0                | 12.854              | 19                  | 15.302 | 2     |
| Йоган Греттумсбротен | індивідуальні змагання | 1'37:01     | 20.000      | 1           | 49.5                | 56.0                | 15.667              | 8                   | 17.833 | 1     |

## Лижні гонки
Чоловіки
| Дисципліна | Спортсмен            | Дистанція | Дистанція |
| Дисципліна | Спортсмен            | Час       | Місце     |
| ---------- | -------------------- | --------- | --------- |
| 18 км      | Гагбарт Гоконсен     | 1'41:29   | 5         |
| 18 км      | Рейдар Едегорд       | 1'40:11   | 3         |
| 18 км      | Оле Гегге            | 1'39:01   | 2         |
| 18 км      | Йоган Греттумсбротен | 1'37:01   | 1         |
| 50 км      | Йон Роен             | DNF       | –         |
| 50 км      | Йоган Стоа           | 5'25:30   | 8         |
| 50 км      | Оле Гегге            | 5'17:58   | 5         |
| 50 км      | Олав К'єлботн        | 5'14:22   | 4         |

## Стрибки з трампліна
| Спортсмен        | Дисципліна          | Стрибок 1   | Стрибок 2   | Разом  | Разом |
| Спортсмен        | Дисципліна          | Стрибок 1   | Стрибок 2   | Бали   | Місце |
| ---------------- | ------------------- | ----------- | ----------- | ------ | ----- |
| Ганс Клеппен     | нормальний трамплін | 56.5 (fall) | 64.5 (fall) | 6.500  | 36    |
| Якоб Туллін Тамс | нормальний трамплін | 56.5        | 73.0 (fall) | 12.562 | 28    |
| Зігмунд Рууд     | нормальний трамплін | 57.5        | 62.5        | 18.542 | 2     |
| Альф Андерсен    | нормальний трамплін | 60.0        | 64.0        | 19.208 | 1     |

## Фігурне катання
Жінки
| Спортсмен      | Обов'язкова програма | Довільна програма | Сума місць | Бали    | Місце |
| -------------- | -------------------- | ----------------- | ---------- | ------- | ----- |
| Карен Сіменсен | 12                   | 18                | 103        | 1811.75 | 16    |
| Едель Рандем   | 13                   | 15                | 94         | 1880.75 | 13    |
| Соня Гені      | 1                    | 1                 | 8          | 2452.25 | 1     |